# ولورین (بازی ویدئویی)
ماروِل وُلوُریَن (انگلیسی: Marvel's Wolverine) یک بازی ویدئویی رو به انتشار است که توسط اینسامنیاک گیمز توسعه یافته و به‌وسیلهٔ سونی اینتراکتیو انترتینمنت منتشر خواهد شد. این بازی بر اساس شخصیت ابرقهرمان ولورین از شرکت مارول کامیکس ساخته خواهد شد. تاریخ انتشاری برای این بازی اعلام نشده است. این بازی قرار است به صورت انحصاری برای کنسول پلی‌استیشن ۵ منتشر شود.
در جریان توسعه بازی  مرد عنکبوتی در سال ۲۰۱۸ برای پلی‌استیشن ۴ اینسامنیاک گیمز و سونی اینتراکتیو انترتینمنت و مارول گیمز مذاکراتی را برای ساخت بازی‌های دیگری با محوریت شخصیت‌های مارول آغاز کردند. در این میان، توسعه‌دهندگان علاقه خود را به اقتباس از شخصیت ولوورین ابراز کردند و در نهایت این عنوان به این شرکت‌ها پیشنهاد شد. بازی به‌طور رسمی در سپتامبر ۲۰۲۱ معرفی شد و تأیید شد که برایان هورتون و کامرون کریستین کارگردان بازی، که قبلاً روی مایلز مورالس همکاری کرده بودند، روی این پروژه کار خواهند کرد.
این بازی توسط مری کنی، یکی از نویسندگان مایلز مورالس، و همچنین والت ویلیامز و نیک فولکمن، نویسندگان مرد عنکبوتی ۲ (۲۰۲۳)، نوشته شده است. در دسامبر ۲۰۲۳، این بازی هدف یک حمله باج‌افزاری به استودیو اینسامنیاک گیمز قرار گرفت که در نتیجه آن، دارایی‌های مختلف توسعه بازی از جمله بخش‌هایی از گیم‌پلی و عناصر داستانی به‌طور موقت به‌صورت عمومی فاش شد.
تا اکتبر ۲۰۲۴، مارکوس اسمیت و مایک دیلی به ترتیب جایگزین برایان هورتون و کامرون کریستین شدند. اسمیت و دیلی پیش‌تر وظایف مشابهی را در بازی رچت و کلنک: شکاف جدا (۲۰۲۱) بر عهده داشتند.

## توسعه
در جریان توسعه بازی  مرد عنکبوتی در سال ۲۰۱۸ استودیوی اینسامنیاک گیمز و مارول گیمز و ناشر سونی دربارهٔ امکان ساخت بازی‌های آینده با استفاده از شخصیت‌های دنیای کمیک مارول، فراتر از مرد عنکبوتی، گفتگو کردند. تیم اینسامنیاک به‌طور مداوم علاقه خود را به ساخت بازی‌ای با محوریت شخصیت وولوورین ابراز می‌کردند. تیم توسعه‌دهنده معتقد بود که ولورین و مرد عنکبوتی دارای اصول اخلاقی مشابهی هستند، به‌ویژه در تعهد آن‌ها به دفاع از افراد ناتوان پایبند هستند. در نهایت، اینسامنیاک این ایده را به مارول و سونی ارائه داد و آن را به‌عنوان پروژه بعدی خود پس از موفقیت همکاری در مرد عنکبوتی معرفی کرد.
مارول ولورین به‌طور رسمی در کنار مرد عنکبوتی ۲ (۲۰۲۳) توسط اینسامنیاک گیمز در رویداد PlayStation Showcase در سپتامبر ۲۰۲۱ معرفی شد. اندکی پس از معرفی آن تأیید شد که این بازی مستقل با بازی‌های دنیای مرد عنکبوتی در یک جهان مشترک جریان دارد. برایان هورتون و کامرون کریستین، به ترتیب به‌عنوان کارگردان خلاق و کارگردان بازی، که پیش‌تر روی مرد عنکبوتی: مایلز مورالس کار کرده بودند و مسئولیت این پروژه را برعهده داشتند. هورتون این بازی را «با مقیاس کامل و دارای لحنی بالغ‌تر» توصیف کرد. نویسندگی بازی بر عهده مری کنی و والت ویلیامز، نویسنده عملیات اسپک: خط مرزی بود. آماده‌سازی برای ضبط موشن کپچر از آوریل ۲۰۲۲ آغاز شد و در ژوئن ۲۰۲۳ نیک فولکمن، نویسنده رچت و کلنک: شکاف جدا (۲۰۲۱) اعلام کرد که هم‌زمان روی مرد عنکبوتی ۲ و مارول ولورین کار می‌کرده است.
در سپتامبر ۲۰۲۴، مدیر فناوری اینسامنیاک تأیید کرد که مارول ولورین از قابلیت‌های پیشرفته پلی‌استیشن ۵ پرو پشتیبانی خواهد کرد. در تابستان همان سال، برایان هورتون از سمت خود به‌عنوان کارگردان خلاق بازی استعفا داد و به ایکس‌باکس گیم استودیوز پیوست تا روی بازسازی بازی Perfect Dark کار کند. مارکوس اسمیت و مایک دیلی به ترتیب جایگزین هورتون و کریستین شدند و پیش‌تر روی رچت و کلنک: شکاف جدا همکاری کرده بودند.

### حمله هکری Rhysida در ۲۰۲۳
در دسامبر ۲۰۲۳، استودیوی اینسامیانک گیمز هدف یک حمله باج‌افزاری قرار گرفت که در آن اسناد مختلف توسعه بازی و اطلاعات شخصی کارکنان به خطر افتاد. در میان مواد فاش شده، تصاویری از گیم‌پلی اولیه و کانسپت آرت شخصیت‌ها به‌صورت آنلاین منتشر شد. گروه هکری Rhysida تهدید کرد که تمام داده‌های به‌دست‌آمده را به‌صورت عمومی منتشر خواهد کرد و برای این اطلاعات، یک حراجی با قیمت پایه دو میلیون دلار آغاز کرد.
پس از اتمام مهلت تعیین‌شده، اطلاعات شرکت از جمله داده‌های کارکنان، مدل‌های اولیه، و جزئیات شخصیت‌ها و داستان بازی به‌طور عمومی منتشر شد. در نتیجه این حمله، فایل‌های اولیه قابل‌بازی نیز در سطح اینترنت دسترس قرار گرفت. سونی اینتراکتیو انترتینمنت اقدام به ارسال درخواست‌های حذف قانون کپی‌رایت به ارائه‌دهندگان اینترنت کرد تا از دسترسی به این فایل‌ها جلوگیری کند.
اینسامیانک گیمز سه روز پس از این حادثه بیانیه‌ای صادر کرد و اعلام کرد که این رخداد تأثیر عاطفی شدیدی بر تیم‌های توسعه گذاشته است، اما برنامه‌های تولید بازی، از جمله مارول ولورین، تحت تأثیر قرار نخواهد گرفت. این بیانیه با قدردانی از حمایت جامعه گیمینگ و تأکید بر اشتراک جزئیات بیشتر در آینده همراه بود.
این رویداد با همدردی گسترده در صنعت بازی مواجه شد. استودیو رمدی انترتینمنت انتشار اطلاعات شخصی کارکنان را «شرم‌آور و غیرقابل‌قبول» توصیف کرد و سایر سازندگان، از جمله کوری بارلوگ و نیل دراکمن حمایت خود را از تیم اینسامنیاک اعلام کردند.